# Takashi Kobayashi (Ringer)
Takashi Kobayashi (japanisch 小林 孝至 Kobayashi Takashi; * 17. Mai 1963 in Ushiku) ist ein ehemaliger japanischer Ringer.

## Karriere
Kobayashi gewann 1982 bei den Asienspielen die Goldmedaille im Freistil im Papiergewicht. Bei den Weltmeisterschaften 1987 belegte er den elften Platz, bevor er 1988 bei den Olympischen Spielen in Seoul die Goldmedaille im Papiergewicht gewann. Zwei Jahre später sicherte er sich Bronze bei der Weltmeisterschaft 1990.
1991 beendete er seine aktive Karriere. Er studierte Sport an der Nihon-Universität und arbeitete nach seinem Abschluss bei United Steel.